# День рыбака
День рыбака — профессиональный праздник рыбаков, традиционно отмечаемый во второе воскресенье июля. Учреждён Указом Президиума Верховного Совета СССР от 3 мая 1965 года № 3519-VI «Об установлении ежегодного праздника „Дня рыбака“». Праздник официально отмечается в России и на Украине с 30  июля 1965 года; неофициально и в других странах бывшего СССР.
Датой празднования было назначено второе воскресенье июля. Именно в этот день в 1920 году вышел в рейс в Баренцево море первый промысловый траулер СССР - «Зубатка». Командиром судна был Федор Михайлович Михов.

## История
Происхождению этого профессионального праздника послужило активное развитие рыболовства в советское время. Так в некоторых регионах бывшего Советского Союза рыболовство являлось одной из ведущих отраслей экономики.

## Описание
В этот день рыбаки съезжаются на берега водоёмов для получения удовольствия от активной рыбалки; часто проводятся соревнования рыбацких бригад. Состязания в основном проводятся на основе любительской рыбной ловли. Награждения победителей могут ждать за различные достижения: за самое большое количество пойманной рыбы, самую большую или малую по размерам рыбу и др. Праздник рыболова не ограничивает людей в занятии ловли рыбы по возрасту, полу, интересам, либо по другим параметрам.
В СССР день рыбака, в приморских городах, отмечался не только как большой профессиональный праздник, но и семейный. Гуляния в день празднования проводились на площадях, стадионах, приезжали артисты советской эстрады, проводились костюмированные представления. Так в Мурманске, обязанном своим существованием рыболовецкому флоту, и по настоящее время День рыбака отмечается населением наравне с Днём города. В других городах в честь дня города проводятся различные фестивали.